# اس‌ام یوبی-۱۱۳
اس‌ام یوبی-۱۱۳ (به انگلیسی: SM UB-113) یک زیردریایی بود که طول آن ۵۵٫۳ متر (۱۸۱ فوت) بود. این زیردریایی در سال ۱۹۱۷ ساخته شد.